# Golī Garān
Golī Garān (persiska: گيلی كَران, گِليكَران, گِيلی كَران, كيلی كَران, گلی گران, Gīlī Karān) är en ort i Iran.   Den ligger i provinsen Kurdistan, i den nordvästra delen av landet, 500 km väster om huvudstaden Teheran. Golī Garān ligger 1 601 meter över havet och antalet invånare är 316.
Terrängen runt Golī Garān är huvudsakligen kuperad, men söderut är den bergig.Runt Golī Garān är det ganska tätbefolkat, med 60 invånare per kvadratkilometer. Närmaste större samhälle är Rasheh Deh, 16,5 km sydväst om Golī Garān. Trakten runt Golī Garān består i huvudsak av gräsmarker.